# Campeonato da Europa de Atletismo de 2018 - Arremesso de peso feminino
A prova do arremesso de peso feminino do Campeonato da Europa de Atletismo de 2018 foi disputada entre os dias  7 e 8 de agosto de 2018 no Estádio Olímpico de Berlim em Berlim,  na Alemanha. 

## Recordes
Antes desta competição, os recordes mundiais e do campeonato nesta prova eram os seguintes:
|                       | Nome               | Nacionalidade   | Distância | Local     | Data                 |
| --------------------- | ------------------ | --------------- | --------- | --------- | -------------------- |
| Recorde mundial       | Natalya Lisovskaya | União Soviética | 22m 63cm  | Moscou    | 7 de junho de 1987   |
| Recorde do campeonato | Vita Pavlysh       | Ucrânia         | 21m 69cm  | Budapeste | 20 de agosto de 1998 |
| Recorde europeu       | Natalya Lisovskaya | União Soviética | 22m 63cm  | Moscou    | 7 de junho de 1987   |

## Medalhistas
| Ouro               | Prata                     | Bronze                  |
| Paulina Guba (POL) | Christina Schwanitz (GER) | Aliona Dubitskaya (BLR) |

## Cronograma
Todos os horários são locais (UTC+2).
| Data        | Hora  | Evento       |
| ----------- | ----- | ------------ |
| 7 de agosto | 10:10 | Qualificação |
| 8 de agosto | 20:09 | Final        |

## Resultados

### Qualificação
Qualificação: Desempenho de 17.20 m (Q) ou os 12 melhores qualificados (q). 
| Posição | Grupo | Atleta               | Nacionalidade | #1    | #2    | #3    | Resultado | Notas                |
| ------- | ----- | -------------------- | ------------- | ----- | ----- | ----- | --------- | -------------------- |
| 1       | B     | Christina Schwanitz  | Alemanha      | 18.83 |       |       | 18.83     | Q                    |
| 2       | A     | Aliona Dubitskaya    | Bielorrússia  | 18.67 |       |       | 18.67     | Q                    |
| 3       | A     | Paulina Guba         | Polónia       | 18.66 |       |       | 18.66     | Q                    |
| 4       | B     | Klaudia Kardasz      | Polónia       | 17.15 | 18.00 |       | 18.00     | Q                    |
| 5       | A     | Radoslava Mavrodieva | Bulgária      | x     | 17.87 |       | 17.87     | Q                    |
| 6       | A     | Fanny Roos           | Suécia        | 17.71 |       |       | 17.71     | Q                    |
| 7       | A     | Alina Kenzel         | Alemanha      | 17.13 | 17.46 |       | 17.46     | Q                    |
| 8       | B     | Viktoryia Kolb       | Bielorrússia  | 17.36 |       |       | 17.36     | Q                    |
| 9       | B     | Amelia Strickler     | Grã-Bretanha  | 16.15 | 17.31 |       | 17.31     | Q,                   |
| 10      | B     | Sophie McKinna       | Grã-Bretanha  | 17.24 |       |       | 17.24     | Q                    |
| 11      | A     | Sara Gambetta        | Alemanha      | 17.23 |       |       | 17.23     | Q                    |
| 12      | B     | Alena Abramchuk      | Bielorrússia  | 16.86 | 17.17 | 17.12 | 17.17     | q                    |
| 13      | B     | Úrsula Ruiz          | Espanha       | 17.06 | x     | 16.77 | 17.06     | Recorde da temporada |
| 14      | A     | Melissa Boekelman    | Países Baixos | 16.90 | x     | 16.78 | 16.90     |                      |
| 15      | B     | Dimitriana Surdu     | Moldávia      | 16.17 | 16.66 | 16.87 | 16.87     |                      |
| 16      | A     | Olga Golodna         | Ucrânia       | x     | 16.69 | x     | 16.69     |                      |
| 17      | A     | Markéta Červenková   | Chéquia       | 15.71 | 16.19 | 16.62 | 16.62     |                      |
| 18      | B     | Viktoriya Klochko    | Ucrânia       | 15.05 | 15.96 | 16.27 | 16.27     |                      |
| 19      | B     | Frida Åkerström      | Suécia        | 16.17 | x     | 16.20 | 16.20     |                      |
| 20      | B     | Senja Mäkitörmä      | Finlândia     | 16.04 | 15.50 | x     | 16.04     |                      |
| 21      | A     | Divine Oladipo       | Grã-Bretanha  | 15.28 | 15.78 | 15.35 | 15.78     |                      |
| 22      | A     | Eliana Bandeira      | Portugal      | 15.09 | x     | 15.18 | 15.18     |                      |
| 23      | A     | Ieva Zarankaitė      | Lituânia      | 15.13 | x     | 14.81 | 15.13     |                      |

### Final
| Posição           | Atleta               | Nacionalidade | #1    | #2    | #3    | #4    | #5    | #6    | Resultado | Notas                |
| ----------------- | -------------------- | ------------- | ----- | ----- | ----- | ----- | ----- | ----- | --------- | -------------------- |
| Medalha de ouro   | Paulina Guba         | Polónia       | 18.77 | 18.77 | x     | 18.49 | 19.02 | 19.33 | 19.33     |                      |
| Medalha de prata  | Christina Schwanitz  | Alemanha      | 19.19 | 19.08 | x     | 18.86 | x     | 18.98 | 19.19     |                      |
| Medalha de bronze | Aliona Dubitskaya    | Bielorrússia  | 18.59 | 18.75 | 18.57 | x     | 18.81 | x     | 18.81     |                      |
| 4                 | Klaudia Kardasz      | Polónia       | 16.82 | 17.96 | x     | x     | 18.38 | 18.48 | 18.48     | NU23R                |
| 5                 | Sara Gambetta        | Alemanha      | 16.44 | 18.09 | 17.53 | 17.74 | 17.39 | 18.13 | 18.13     | Recorde da temporada |
| 6                 | Radoslava Mavrodieva | Bulgária      | 18.03 | x     | x     | 17.86 | x     | x     | 18.03     |                      |
| 7                 | Sophie McKinna       | Grã-Bretanha  | 17.58 | 17.29 | 17.03 | 17.65 | 17.29 | 17.69 | 17.69     |                      |
| 8                 | Viktoryia Kolb       | Bielorrússia  | 16.93 | 17.50 | 17.30 | x     | 17.04 | 17.27 | 17.50     |                      |
| 9                 | Alina Kenzel         | Alemanha      | 17.26 | x     | x     |       |       |       | 17.26     |                      |
| 10                | Amelia Strickler     | Grã-Bretanha  | 16.43 | 16.13 | 17.15 |       |       |       | 17.15     |                      |
| 11                | Fanny Roos           | Suécia        | 17.03 | 17.09 | 16.90 |       |       |       | 17.09     |                      |
| 12                | Alena Abramchuk      | Bielorrússia  | 16.90 | x     | x     |       |       |       | 16.90     |                      |

Legenda
| Recorde mundial       | Recorde mundial (World record)               |                       | Recorde africano                      | Recorde africano (African) |                                           | Q | Classificado por posição (Qualified) |
| Recorde do campeonato | Recorde do campeonato (Championship record)  | Recorde da América    | Recorde da América (Americas)         | q                          | Classificado por melhor tempo (Qualified) |   |                                      |
| Melhor marca do ano   | Melhor marca do ano (World leading)          | Recorde asiático      | Recorde asiático (Asian)              | DNS                        | Não largou (Did not start)                |   |                                      |
| Recorde nacional      | Recorde nacional (National record)           | Recorde europeu       | Recorde europeu (European)            | DNF                        | Não terminou (Did not finish)             |   |                                      |
| Recorde pessoal       | Recorde pessoal do atleta (Personal best)    | Recorde da Oceania    | Recorde da Oceania (Oceania)          | DSQ / DQ                   | Desclassificado (Disqualified)            |   |                                      |
| Recorde da temporada  | Recorde da temporada do atleta (Season best) | Recorde sul-americano | Recorde sul-americano (South America) | NM                         | Sem marca (No mark)                       |   |                                      |